# Jean Petit (barbier chirurgien)
Pour les articles homonymes, voir Jean Petit et Petit.
Jean Petit (de son vrai nom Joan Petit en occitan, sa langue), originaire de Montpezat-de-Quercy (Tarn-et-Garonne), est un chirurgien-barbier à Villefranche-de-Rouergue (Aveyron) au XVIIe siècle.
Il est, en 1643, l'un des deux chefs de file de la révolte des croquants du Bas-Rouergue. 

## Biographie
Le 2 juin 1643, il entre dans Villefranche-de-Rouergue à la tête d'environ un millier de croquants, refusant l'augmentation de la taille décidée par le pouvoir royal et dans le but d'assiéger le sénéchal de Noailles. Il obtint l'annulation de la taille de la part du sénéchal. Cependant, la nouvelle provoqua une révolte populaire et comme instigateur, il fut arrêté. Capturé par les troupes royales, il est roué en place publique le 8 octobre 1643. De là, probablement, la chanson Jean Petit qui danse.
Après son exécution, son corps décapité devait être exposé, ses biens confisqués et sa maison rasée en guise d’exemple. Son corps devait rester exposé pendant trois années jusqu'à sa décomposition totale, avec interdiction formelle d'y toucher sous peine de mort. Néanmoins quelques semaines après, son corps est subtilisé et secrètement enseveli.

## Postérité
La Place Jean Petit à Villefranche-de-Rouergue occupe aujourd'hui l'ancien emplacement de sa maison détruite en 1643.
La mémoire du supplice de Jean Petit est conservée dans la chanson populaire occitane Joan Petit que dança connue dans sa traduction français, Jean Petit qui danse.